# Utagawa Hiroshige

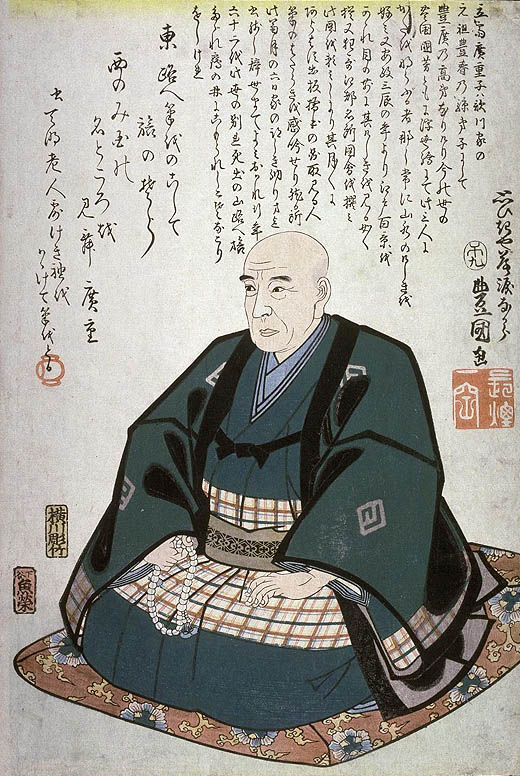
Posthumes Porträt Hiroshiges von Kunisada, „Gedächtnisbild“, 1858

Utagawa Hiroshige (japanisch 歌川 広重, alte Schreibung: 歌川 廣重, * 1797 in Edo (heute: Tokio); † 12. Oktober 1858) war zusammen mit Kuniyoshi und Kunisada einer der drei stilbildenden Meister des japanischen Farbholzschnitts am Ende der Edo-Zeit. Seine besondere Bedeutung liegt in einer völlig neuartigen Komposition des Landschaftsdruckes seiner Zeit und seinem maßgeblichen Einfluss auf die Entwicklung des europäischen Impressionismus.
Er ist auch unter dem Namen Andō Hiroshige bekannt, einer fälschlich gebrauchten Kombination seines bürgerlichen Familiennamens Andō mit dem ihm von seinem Lehrer verliehenen Künstlernamen Hiroshige, zu dem zwingend der Name der Schule Utagawa hinzugefügt werden muss.

## Lebensdaten
Utagawa Hiroshige wurde 1797 als Andō Tokutarō (安藤 徳太郎) im Stadtviertel Yayosugashi (heute Marunouchi im Stadtbezirk Chiyoda) in Edo, dem heutigen Tokyo geboren. Seine Rufnamen in späteren Jahren waren Jūemon (重右衛門), Tokubē (徳兵衛) und eine Zeit lang Tetsuzō.

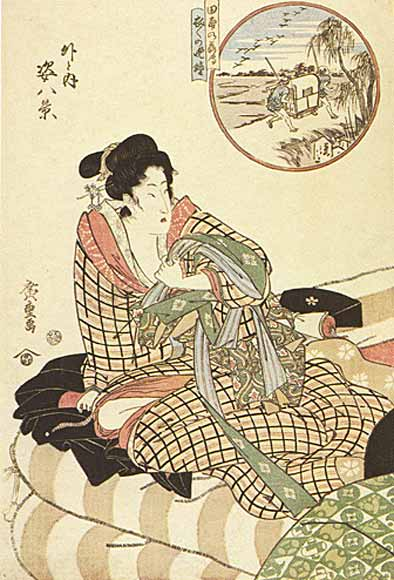
Hiroshige, bijin, Serie „Acht Ansichten - Frauen und Landschaften im Vergleich“, Anfang 1820er

Sein Vater war Mitsuemon Genemon, der von Andō Jūemon adoptiert worden war und von diesem das erbliche Amt eines untergeordneten Feuerwehroffiziers (Hikeshi Dōshin, „Verwalter der Vereinigung zur Feuerbekämpfung“) im Dienst des Bakufu übernommen hatte.  Als Dienstmann des Bakufu war er Angehöriger des Samurai-Stands, sein Einsatzgebiet war das Viertel Yayosugashi.
Im Februar 1809 starb Tokutarōs Mutter. Im selben Monat übergab ihm sein Vater das Amt des Feuerwehroffiziers, wenige Monate später, gegen Ende des Jahres, starb auch der Vater.
Von seinen drei Schwestern ist nur bekannt, dass die älteste bereits im Jahr 1800 verstorben war.
Tokutarō war Vorgesetzter einer kleinen Gruppe von Feuerwehrleuten. Seine Lebensverhältnisse waren bescheiden. Die mit dem Amt verbundene Besoldung war gerade ausreichend, zwei Menschen ein Jahr lang mit Reis zu versorgen. Die zehn Baracken, in denen die Feuerwehrabteilung untergebracht war, musste er sich mit 30 weiteren Offizieren und 300 Mannschaften und deren Familien teilen. Wie andere Angehörige des untersten Rangs der Samurai, den Gokenin, war er gezwungen, sich nach anderen Einkünften umzusehen. Gokenin-Familien beschäftigten sich oft mit Heimarbeit wie der Herstellung von Schirmen, Kisten und Holzsandalen.

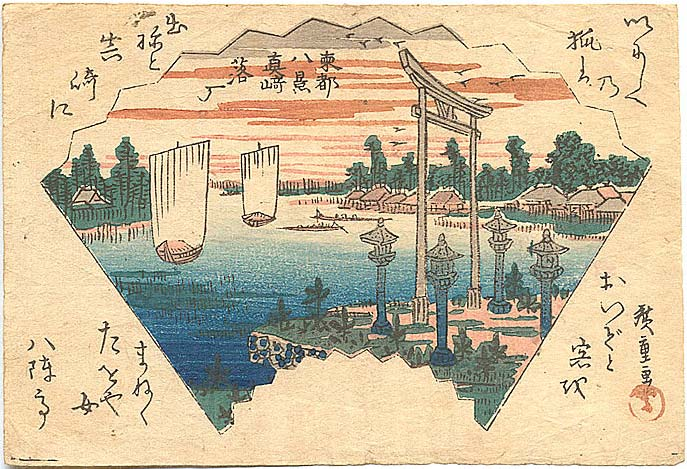
Früher Hiroshige-Druck, Serie „Acht Ansichten der Osthauptstadt“, koban, 1820er

Die Pflichten eines Feuerwehroffiziers in Edo zu Beginn des 19. Jahrhunderts waren allem Anschein nach nicht besonders umfangreich und so hatte Tokutarō nebenbei Zeit, eine Lehre als Farbholzschnittzeichner zu beginnen. Weshalb er ausgerechnet diesen handwerklichen, bürgerlichen Beruf wählte, um ein Zubrot zu seinen Lebensunterhalt zu verdienen, ist völlig ungeklärt.
Inoffiziellen Malunterricht im Stil der Kanō-Schule hatte er bei einem seiner Vorgesetzten und Freund, Okajima Rinzō (oder Rinsai), erhalten. Für einen Angehörigen des Samurai-Stands, selbst des niedrigsten Rangs, wäre dies nichts Außergewöhnliches, da Kalligrafie und Grundkenntnisse des Malens zu deren Standardausbildung gehörten. Die Signatur eines angeblich aus seiner Kindheit erhaltenen Gemäldes, das eine Gesandtschaft des Königs der Ryūkyū-Inseln zum Shogun zeigt, und seine frühe außerordentliche zeichnerische Fähigkeit beweisen soll, ist nach Forrer zweifelhaft, und selbst wenn es Hiroshige zugeschrieben werden könnte, ließe es keine besondere Begabung erkennen.

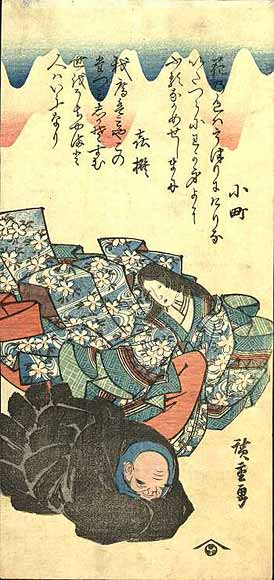
Hiroshige, Ono no Komachi, von einer frühen und seltenen Dichterserie, um 1825

Der Überlieferung nach bewarb sich Tokutarō zunächst um eine Lehrstelle bei dem angesehensten Holzschnittzeichner seiner Zeit, Utagawa Toyokuni I., wurde von diesem jedoch abgewiesen. Auf Vermittlung eines begüterten Besitzers einer Leihbibliothek konnte er schließlich im Jahr 1810 oder 1811 bei dem weniger bekannten Utagawa Toyohiro seine Ausbildung beginnen. Von diesem erhielt er, wie durch einen überlieferten Brief bewiesen ist, bereits im Jahr 1812 die Erlaubnis, den Schulnamen Utagawa und den Künstlernamen Hiroshige zu führen. Ungewöhnlich war, dass er bereits vor dem Abschluss der Lehre diese Erlaubnis erhalten hatte. Dass dieser Umstand seiner außergewöhnlichen Begabung geschuldet war, wie häufig in der Literatur behauptet, ist dagegen höchst unwahrscheinlich. Aus dieser Zeit gibt es keine von Hiroshige signierten Arbeiten (ein angeblich von seinem Pinsel stammender Druck aus 1813 ist nach Forrer auf 1819 zu datieren) und auch die Arbeiten, die nach Abschluss der Lehre im Jahr 1818 und den zehn darauf folgenden Jahren von ihm signiert sind, lassen keine überdurchschnittlichen Fähigkeiten erkennen, eher ist das Gegenteil der Fall.

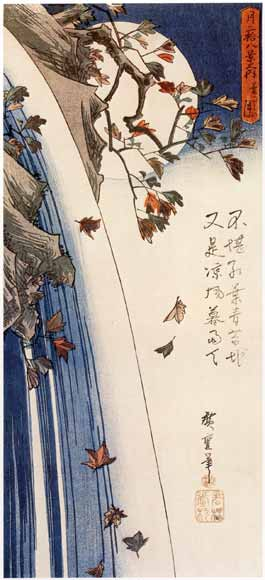
Hiroshige, Serie „28 Ansichten des Mondes“, Anfang 1830er

Während der Lehrzeit war der angehende Grafiker wie alle anderen Lehrlinge mit dem Erlernen der Grundtechniken des Malens und Zeichnens einschließlich des Uki-e, dem Nachzeichnen der Arbeiten des Lehrers und anderer angesehener Holzschnittmeister, mit dem Studium anderer Malschulen wie der Nanga- und der Shijō-Schule und von Zeit zu Zeit mit Entwürfen für Buchillustrationen beschäftigt. Toyohiro selbst zeichnete wie andere Künstler des Ukiyo-e Entwürfe für Schauspieler- und Kabuki-Drucke (Yakusha-e), Bilder schöner Frauen (Bijin-ga), Drucke historischer Begebenheiten (Musha-e), Stadtansichten von Edo (Meisho-e) und Illustrationen für die beim Publikum beliebten Ehon.

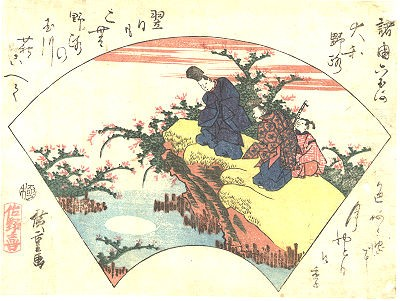
Hiroshige, der Dichter Ariwara no Narihira, chūban, um 1830

Bis um das Jahr 1827 herum erhielt Hiroshige von den Verlegern nur wenige Aufträge für Druckentwürfe. Es entstanden einige Buchillustrationen, Kabuki-Drucke, Bijin-ga und Musha-e, die alle besonders von seinem Zeitgenossen Kunisada inspiriert sind, gelegentlich finden sich auch Anklänge an Kuniyoshi. Die Qualität seiner Vorbilder erreichte er jedoch nicht und M. Forrer bezeichnet diese frühen Drucke eher als Kuriositäten.
Im Jahr 1823 hatte Tokutarō/Hiroshige sein Amt als Feuerwehroffizier an seinen Adoptivsohn Nakajirō weitergegeben, für den er noch einige Jahre als Stellvertreter tätig war. 1828 verstarb sein Lehrmeister Toyohiro, der ihm vor seinem Tod angeboten hatte, sein Studio und seinen Namen zu übernehmen. Hiroshige hätte dies jedoch aus unbekannten Gründen abgelehnt. Von 1827 an bis ins Jahr 1830 sind von Hiroshige keine Arbeiten bekannt, erst danach erhielt er wieder kleine Aufträge für die Gestaltung von Surimono und entwarf wohl seine ersten „Vogel und Blumen“-Drucke. Gegen 1831 erschien seine erste, 21 Blätter umfassende Serie „Berühmte Ansichten der Osthauptstadt“. Diese in bisher unbekannter Art ausgeführten Drucke haben offensichtlich Anklang beim Publikum gefunden, sie sind bereits in mehreren Auflagen gedruckt worden. Daraufhin erhielt Hiroshige seinen ersten, wirklich bedeutenden Auftrag: Er sollte die Entwürfe für eine 55 Drucke umfassenden Serie der Stationen der Tōkai-Straße zeichnen. Im Folgejahr erschienen die ersten Drucke der Serie „Die 53 Stationen des Tōkaidō“. Spätestens 1834 bzw. 1836 waren alle Drucke der Serie fertiggestellt und wurden als komplette Sammelalben mit Titelblatt und Inhaltsverzeichnis verkauft, ein besonderes Indiz dafür, dass sie bei den Käufern auf rege Nachfrage getroffen waren. Mit den Drucken dieser Serie, unter denen sich einige der bekanntesten Arbeiten Hiroshiges finden, begründete er seinen Ruf als der Zeichner von Landschaften für Farbholzschnitte in den letzten drei Jahrzehnten der Edo-Zeit. In den Jahren bis zu seinem Tod im Jahr 1858 erhielt er zahlreiche Aufträge für die Gestaltung von Farbholzschnitten und Farbholzschnittserien. Die Zahl der von Hiroshige gezeichneten Druckentwürfe wird von manchen Autoren mit ca. 8.000 Arbeiten angegeben, eine realistischere Zahl dürfte wohl 4.000 bis 4.500 sein, plus die zahlreichen Illustrationen für ca. 120 Bücher. Gezeichnet hat er nicht nur die Entwürfe für Landschaftsdrucke, sondern auch für Fächer, Briefumschläge, Bijin-ga, „Vogel und Blumen“-Drucke (Kacho-ga), Spielbretter, und Genji-Drucke.

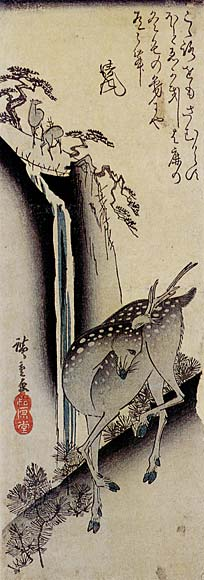
Hiroshige, Wasserfall und Reh, Anfang 1830er

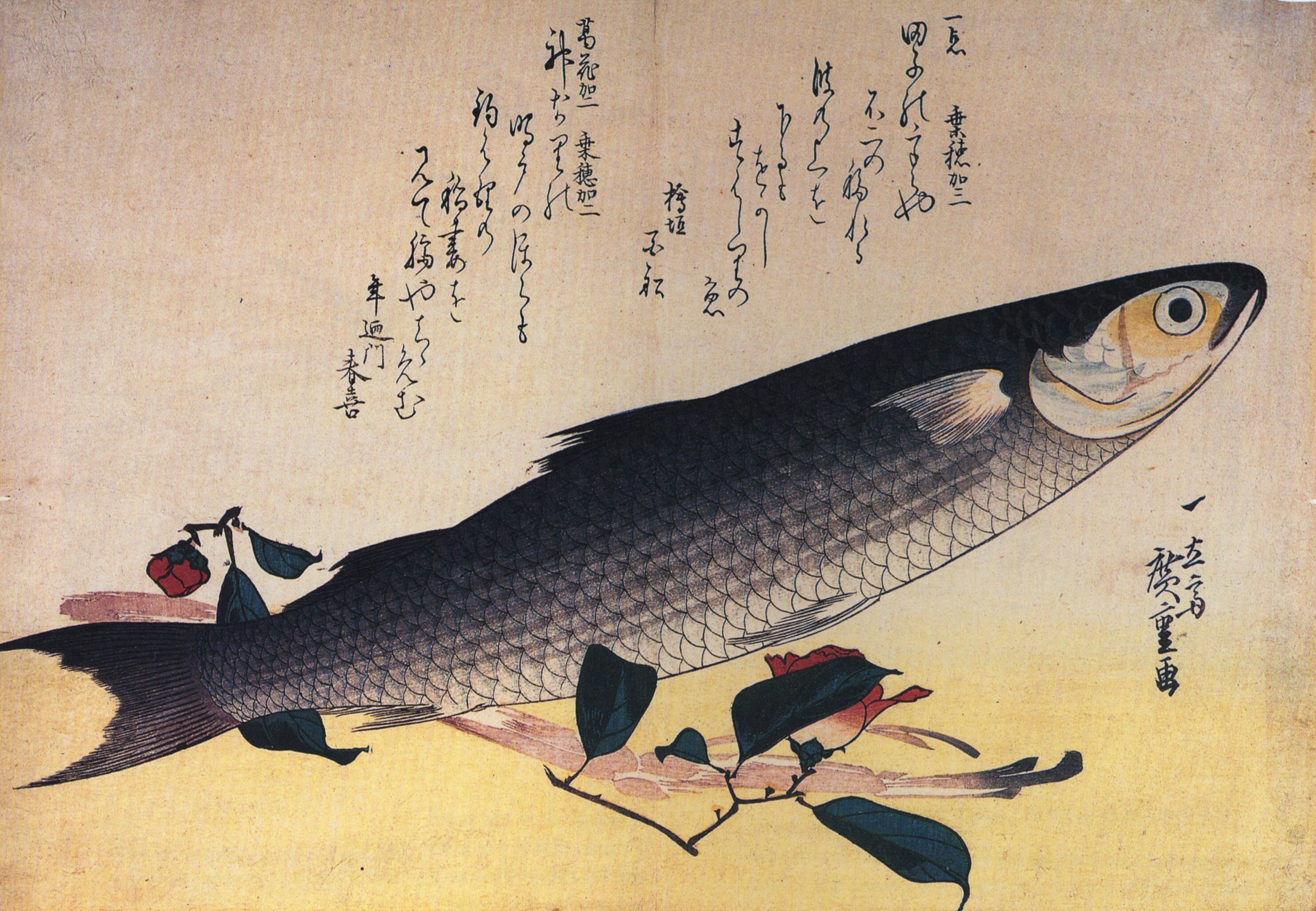
Hiroshige, „Fisch“-Serie, Graubarbe, ōban, um 1834/35

Trotz dieser enormen Zahl an Arbeiten konnte er mit seinem Handwerk keinen großen Wohlstand erwerben. Für seine Entwürfe bekam er gerade mal doppelt so viel Entlohnung wie die Arbeiter, die an den Befestigungsanlagen von Shinagawa arbeiteten. Zur Verbesserung seiner finanziellen Situation haben die Aufträge für seine Malereien beigetragen, von denen sich einige Dutzend erhalten haben, und für die ihre privaten Auftraggeber für jedes einzelne bis zu einem Jahreseinkommen eines einfachen Arbeiters bezahlt haben.

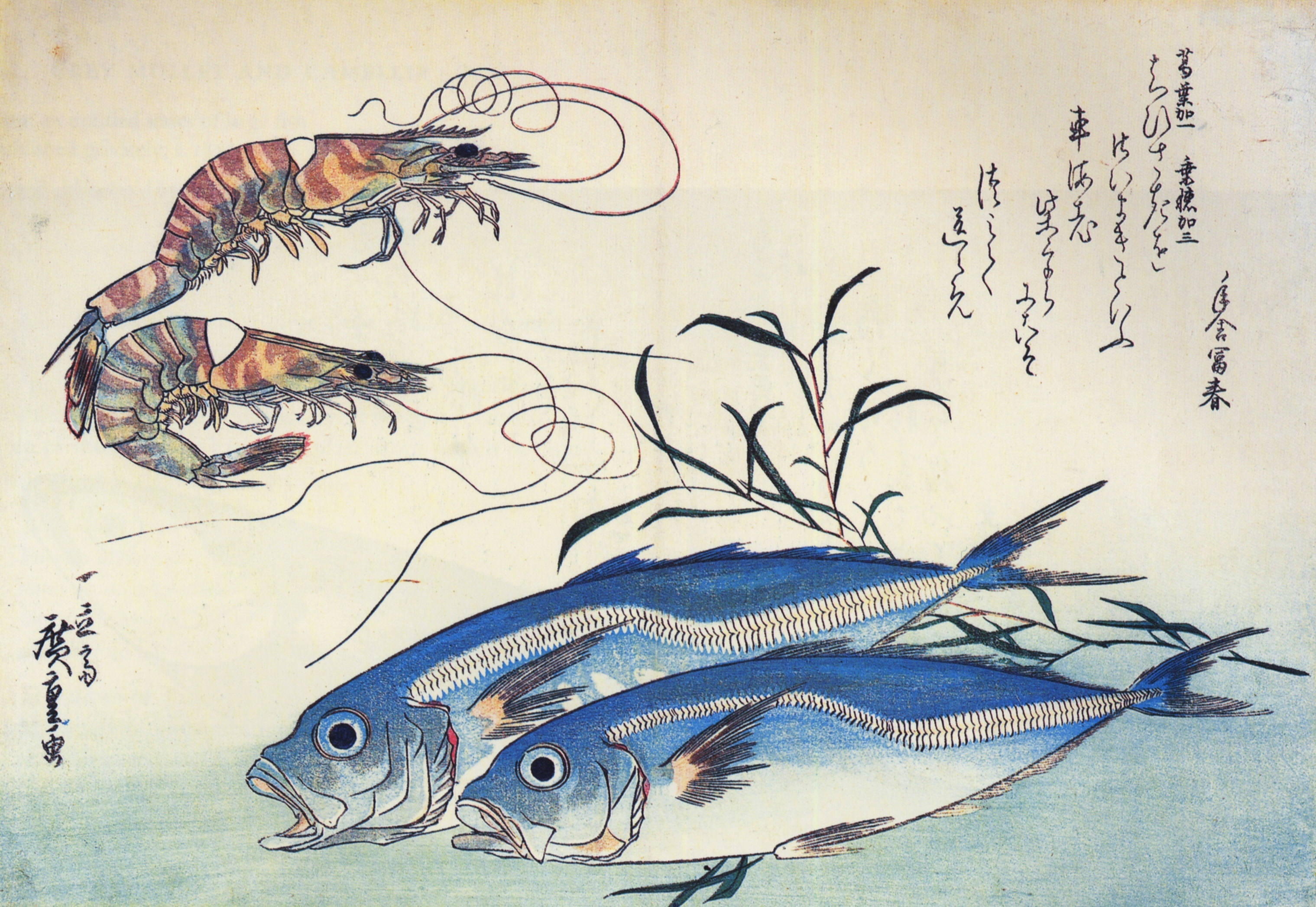
Hiroshige, „Fisch“-Serie, Garnelen und Makrelen, ōban, um 1834/35

Ansonsten ist über das Leben Hiroshiges nicht viel bekannt. Eine Autobiografie, die er geschrieben haben soll, ist im Jahr 1876 verbrannt. Eine erste Ehefrau starb 1839. Uspenski erwähnt den Tod eines Sohnes mit dem Namen Tojirō im Jahr 1845. Aus der zweiten Ehe mit Oyasu, der Tochter eines Bauern mit dem Namen Kaemon, hatte er eine Tochter, Otatsu. Diese war in erster Ehe mit Shigenobu verheiratet, dem Adoptivsohn und Meisterschüler Hiroshiges, der nach dem Tod des Lehrers im Jahr 1858 den Namen Hiroshige II. führte. Erst nach dem Tod der ersten Ehefrau war Hiroshige aus den Feuerwehrbaracken ausgezogen, zunächst in das Viertel Oga-chō, dann nach Tokiwa-chō und schließlich um das Jahr 1850 nach Nakabashi Kanō Shindō, alle Adressen innerhalb des Stadtgebiets von Edo. Nach dem Jahr 1840 sind mehrere ausgedehnte Reisen in die Provinzen Japans belegt (1841 in die Provinz Kai, 1844 zur Halbinsel Bōsō, 1845 in die Provinz Mutsu und 1848 nach Shinano), auf denen zahlreiche Skizzen der jeweiligen Landschaften entstanden, die später in Druckentwürfe und Gemälde ausgearbeitet wurden.
Im Alter von 62 Jahren starb Hiroshige; beerdigt ist er in einem buddhistischen Tempel im Edo-Stadtteil Asakusa. In den beiden Jahren, die seinem Tod vorausgingen, hat er die Entwürfe für seine letzte Serie „100 berühmte Ansichten von Edo“ gezeichnet. Diese Serie war sein künstlerisches Vermächtnis. Die Drucke zeigen seine Heimatstadt Edo von ihrer schönsten Seite und sie zeigen Hiroshige auf dem Höhepunkt seiner künstlerischen Schaffenskraft. In der Serie sind viele seiner besten Arbeiten enthalten, z. B. der Adler über der schneebedeckten Ebene von Jūmantsubo oder der Regenschauer über der großen Brücke von Atake.

## Signaturen
Die meisten Arbeiten Hiroshiges sind mit „Hiroshige ga“ bzw. „Hiroshige hitsu“ bezeichnet, einige Bücher sind mit „Utashige“ (歌重) signiert (1830–44).
Von ihm verwendete Beinamen (gō-Namen) waren Ichiyūsai (von 1818 bis 1830 mit den Kanji „一勇斎“ und 1830/31 mit den Kanji „一幽斎“ geschrieben), Ichiryūsai (一立斎) von 1832 bis 1842 und Ryūsai (立斎) von 1842 bis 1858. Auf Gemälden war gelegentlich zusätzlich zum Namen das Siegel „Tōkaidō“ in Gebrauch.

## Schüler
- Utagawa Hiroshige II. (1826–69), vormaliger Künstlername Shigenobu; nach dem Tod von Hiroshige I. übernahm er dessen Namen, nach der Scheidung von Hiroshiges Tochter Otatsu im Jahr 1865 nannte er sich wieder Shigenobu (重宣), er gebrauchte ebenfalls den Namen Risshō (立祥).
- Utagawa Hiroshige III. (1842–94), vormalige Künstlernamen Shigemasa (重政) und Hiromasa (広政), übernahm den Namen des Lehrers nach seiner Heirat mit Otatsu im Jahr 1865.
- Utagawa Hirokage (広景, tätig zwischen 1855 und 1865).
- Nakayama Sugakudō (tätig zwischen 1850 und 1860).

Daneben listet F. Schwan noch Shigemasa, Shigemaru, Shigefusa, Shigehisa, Shigeyoshi, Shigehana, Shigetoshi und Shikō (alle ohne weitere Angaben).

## Werk
Hiroshiges erste bestätigte Arbeiten wurden 1818 veröffentlicht. Es waren Illustrationen zu dem „Buch der Gedichte Murasakis“ sowie einige Schauspielerdrucke. Im folgenden Jahr entwarf er sein erstes Surimono. Im Jahr 1820 entwarf er einige Serien mit Frauenbildern (Bijin-ga), einige Kriegerbilder (Musha-e) und illustrierte einige Bücher. Bis zum Jahr 1827 folgten vereinzelt ähnliche Drucke, ergänzt um einige Landschaftsserien mit kleinformatigen Drucken und weitere Surimono. Kurz nach 1830 erhielt er vom Verleger Kawaguchiya Shozō den Auftrag für die Gestaltung der ersten Serie mit dem Titel „Berühmte Ansichten der Osthauptstadt“. Eine zweite gleichnamige Serie mit 28 Blättern wurde um 1833/34 von Sanoya Kihei in Auftrag gegeben.

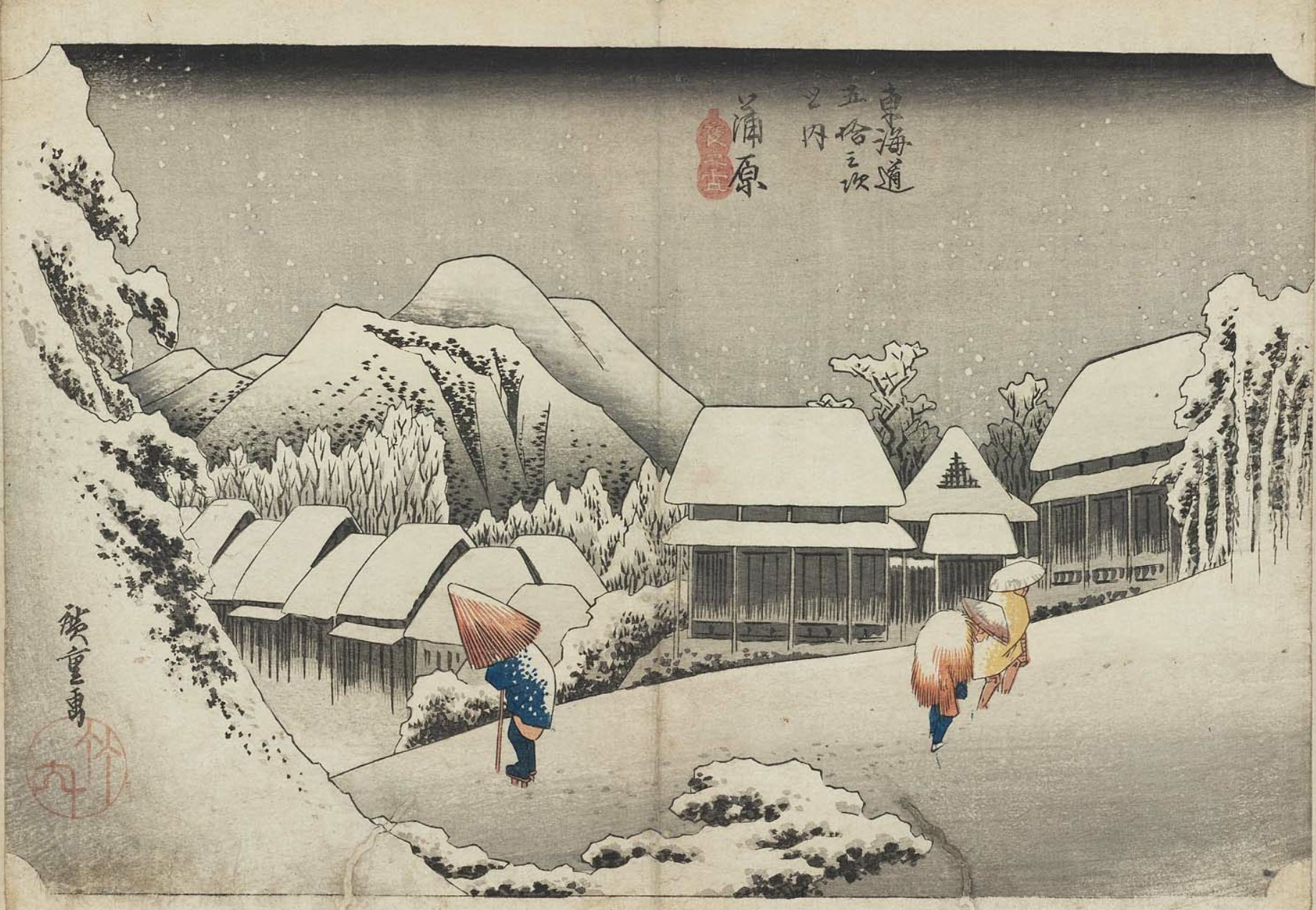
Die Station Kambara aus der Serie „Die 53 Stationen des Tōkaidō“

Bereits ein oder zwei Jahre zuvor, um 1832/33, hatte Hiroshige vom Verleger Takenouchi Magohachi (Hōeidō) den Auftrag zum Entwurf von 55 Drucken seiner ersten Tōkaidō-Serie erhalten („Die 53 Stationen des Tōkaidō“, bekannt als Hōeidō Tōkaidō). Mit dieser Serie begründete er seinen Ruf als führendem Künstler des Landschaftsdrucks seiner Zeit.
Viele Drucke der Serie sind inspiriert von Illustrationen bekannter Reiseführer wie dem zuerst von Akisato Ritō im Jahr 1797 kompilierten und in den folgenden Jahren immer wieder neu aufgelegten Tōkaidō meisho zue („Gesammelte Ansichten schöner Plätze entlang der Tōkaidō“). Neu an Hiroshiges künstlerischer Landschaftsauffassung war nicht, dass er „lebendige Straßenszenen mit Menschen aus dem einfachen Volk, die ihren Geschäften auf der großen Straße nachgingen, (zum) Gegenstand der künstlerischen Auseinandersetzung“ machte. Solche Genreszenen waren zuvor bereits unter anderen von Toyohiro und Hokusai gezeichnet worden. Neu an Hiroshiges Bildern war die harmonische Eingliederung der Menschendarstellung in weitläufige Landschaften. Er gestaltete lyrische Bilder, in denen der Betrachter die Stimmung der Natur ungetrübt von philosophischem Nachsinnen über Natur und Mensch unmittelbar wahrnehmen konnte. Hiroshiges Menschen tragen Lasten, aber sie sind nicht belastet. Damit traf er den Geschmack breiter Bevölkerungsschichten und setzte den Gedanken des Ukiyo als der „heiteren, vergänglichen Welt“ vollendet in den japanischen Landschaftsdruck um. Schätzungen zufolge wurden von einzelnen Blättern der Serie bis zu 20.000 Exemplare von den ersten Druckplatten gefertigt, bis diese nicht mehr zu gebrauchen waren. Bereits im 19. Jahrhundert waren neue Platten geschnitten worden, um weitere Auflagen anzufertigen. Im 20. Jahrhundert erfolgten weitere Neuauflagen und selbst im 3. Jahrtausend werden noch immer Drucke dieser Serie als Farbholzschnitte verkauft.

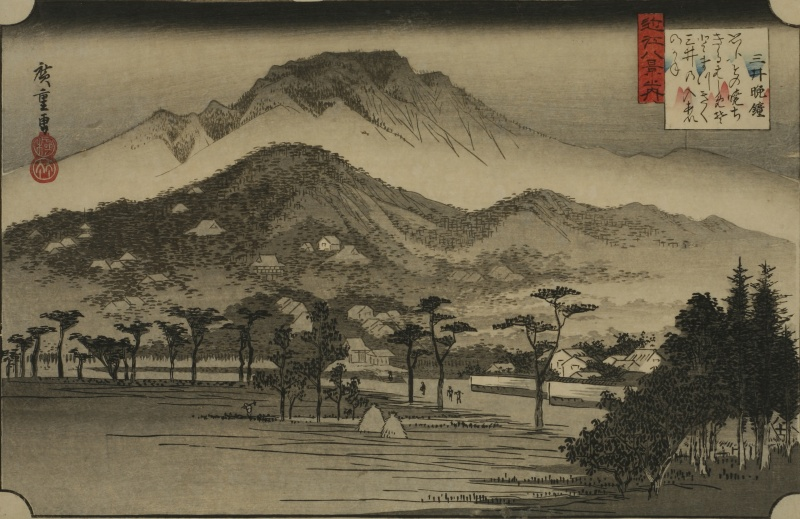
Serie „Acht Ansichten des Biwa-Sees“, Abendglocke am Mi-Tempel, 1. Auflage in Grautönen

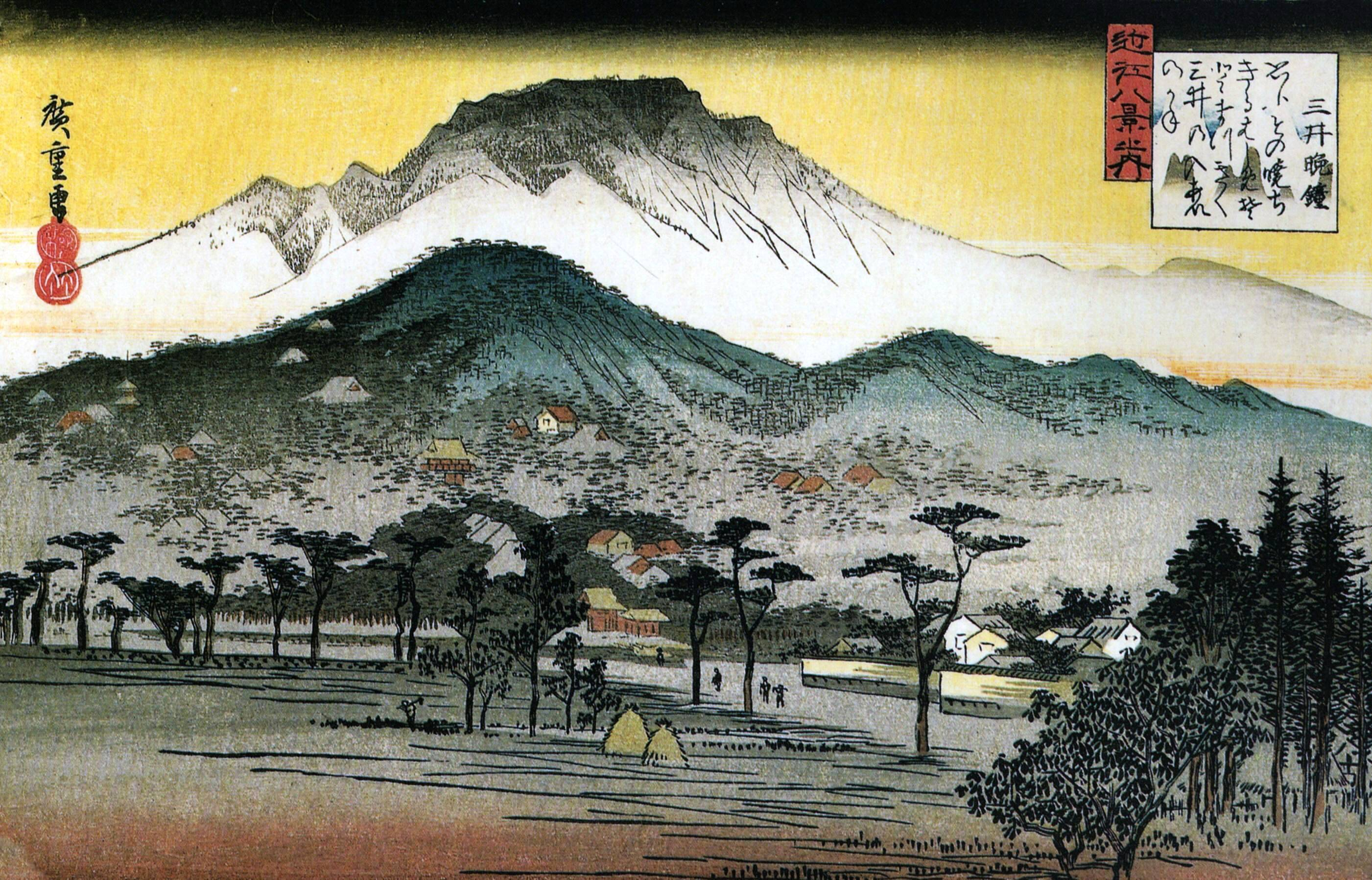
Serie „Acht Ansichten des Biwa-Sees“, Abendglocke am Mi-Tempel, spätere Auflage mit mehreren Farbplatten gedruckt

Um 1835 entstand ebenfalls im Auftrag von Takenouchi Magohachi die Serie „Acht Ansichten von Ōmi“ (bekannt als „Acht Ansichten des Biwa-Sees“), die unzweifelhaft zu seinen Meisterwerken gehört. In der ersten Auflage nur in Grautönen gedruckt, zeigen die Drucke der Serie stimmungsvoll die großartige Landschaft rund um einen der beliebtesten Seen Japans. Um dem Publikumsgeschmack entgegenzukommen, mussten für spätere Auflagen allerdings einige Farbplatten hinzugefügt werden. 1836/37 begann Hiroshige Drucke für die Serie „Die 69 Stationen der Kisokaidō“ zu zeichnen. Dieses Projekt hatte der Verleger Iseya Rihei von Magohachi übernommen, der zunächst Keisai Eisen mit dem Entwurf der Drucke beauftragt hatte und der bis 1836 24 Entwürfe geliefert hatte. Die letzten Entwürfe für diese sehr umfangreiche Serie stellte Hiroshige erst im Jahr 1841 fertig.
Von 1835 bis Mitte der 1850er Jahre entstanden einige tausend Meisho-e-Drucke („Bilder schöner Plätze“), die zumeist die Stationen der Tokaidō und die Ausflugsplätze in und um Edo herum zeigen, aber auch Ansichten von Ōsaka und Kyōto waren darunter. Letztlich Variationen ein und desselben Themas, vielfach von fraglichem künstlerischem Wert: Oberflächlich gezeichnet und meist von schlechter Druckqualität, um sie billig als Andenken an Reisende und Ausflügler verkaufen zu können.
In den 1840er Jahren beteiligte sich Hiroshige mit einigen Entwürfen an den zusammen mit Kunisada und Kuniyoshi produzierten Serien der „Hundert Dichter“ und der „Parallelbilder zur Tōkaidō“. Und in den 1850er Jahren entstanden mehrere Serien in Kooperation mit Kunisada. Unter anderem die 50 Drucke der Serie „Berühmte Restaurants der Osthauptstadt“ (1852) und die 55 Drucke der Serie „Die Tōkai-Straße von zwei Pinseln (gemalt)“ (1857). Für alle gemeinsamen Serien zeichnete Kunisada die Figuren des Vordergrunds und Hiroshige den Hintergrund bzw. die Kartuschen der Hintergrundbilder. Ein besonders gelungenes Beispiel dieser Zusammenarbeit waren die Triptychen der 1853 entstandenen Serie „Ein moderner Genji“, von der acht Entwürfe bekannt sind.

Hiroshiges Meisterschaft in der Gestaltung des Landschaftsdrucks erreichte in den 1850er Jahren trotz der gleichzeitig produzierten Massenware einen erneuten Höhepunkt. 

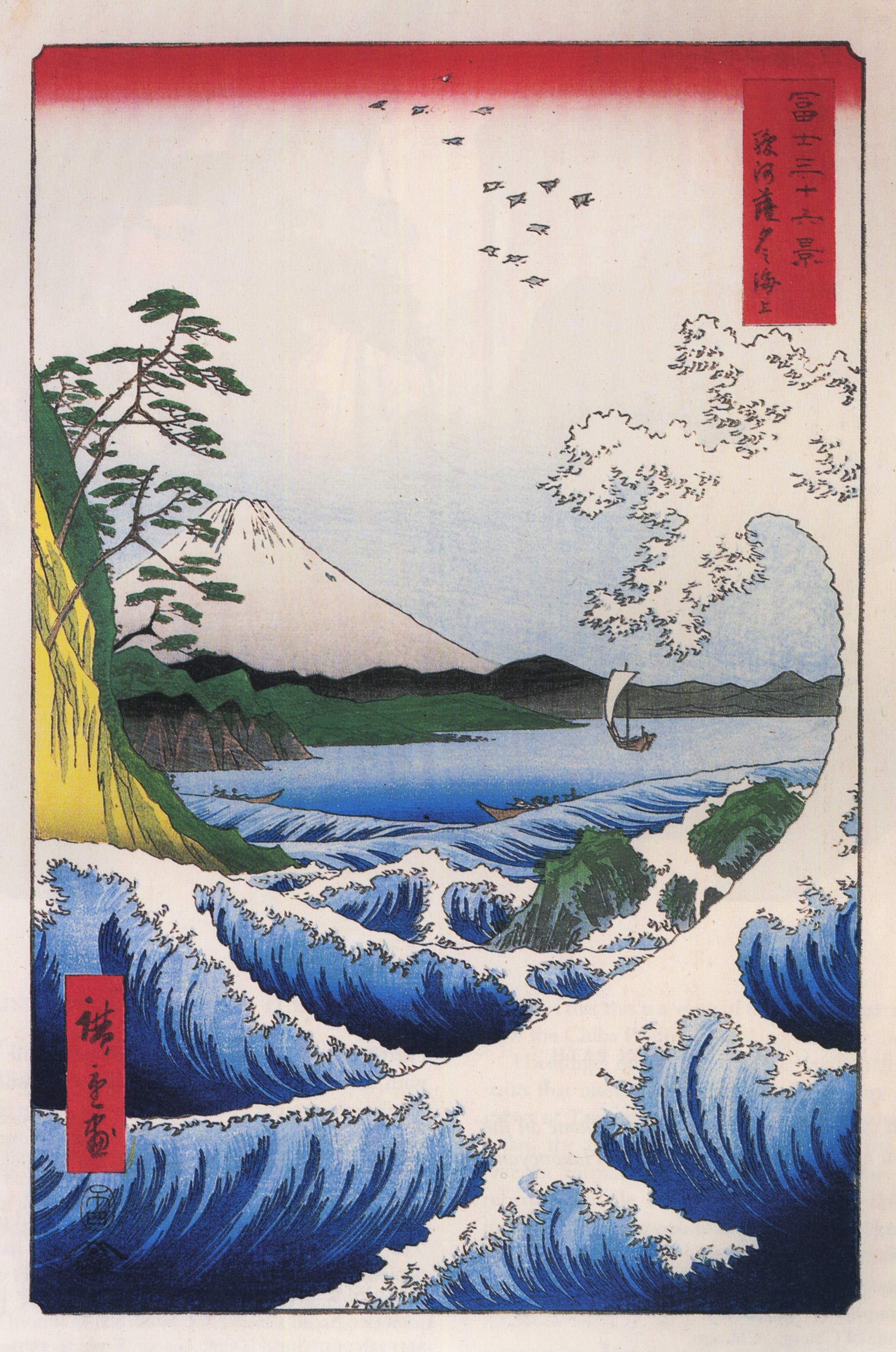
Serie „36 Ansichten des Berges Fuji“

Beeindruckende Bilder der großartigen Landschaft Japans entstanden in hochformatigen Drucken von bester Druckqualität: 1853–56 in der Serie „Berühmte Plätze der mehr als 60 Provinzen Japans“, 1855 in der Serie „Die 53 Stationen des Tōkaidō“ (die er hier zum letzten Mal alleine zeichnete) und 1858 in den „Die 36 Ansichten des Berges Fuji“ (der tatsächlich letzten von Hiroshige gezeichneten Serie). Uoya Eikichi produzierte schließlich die ebenfalls hochformatige Serie „Hundert berühmte Ansichten von Edo“. Insgesamt erschienen in den Jahren 1856–58 abweichend vom Titel insgesamt 118 Blätter, drei davon von seinem Meisterschüler Shigenobu (Hiroshige II.) gezeichnet (nach dem Tod Hiroshiges I. zeichnete Hiroshige II. im Jahr 1859 den Entwurf eines weiteren Drucks, der in späteren Auflagen das Blatt „Paulownien in Akasaka“ ersetzte). Hiroshige selbst bezeichnete die Drucke dieser Serie als seine beste Arbeit, die sein künstlerisches Vermächtnis darstellen sollte.
Im Laufe seiner Karriere hat Hiroshige Entwürfe für das gesamte Spektrum des japanischen Holzschnitts gezeichnet. Wenig überzeugend sind dabei seine wenigen Schauspiel-, Krieger- und Chūshingura-Drucke. Beeindruckender dagegen sind seine zahlreichen „Vogel und Blumen“-Drucke, die stimmungsvoll Natureindrücke wiedergeben. Auch unter seinen rund 500 Entwürfen für Fächerdrucke und gelegentlich angefertigten Bijin-ga finden sich ansprechende Drucke. Von Sammlern und Museen geschätzt und gesucht sind ebenfalls einige hundert Gemälde, die er auf Bestellung für seine zeitgenössischen Bewunderer gemalt hatte.

## Einfluss

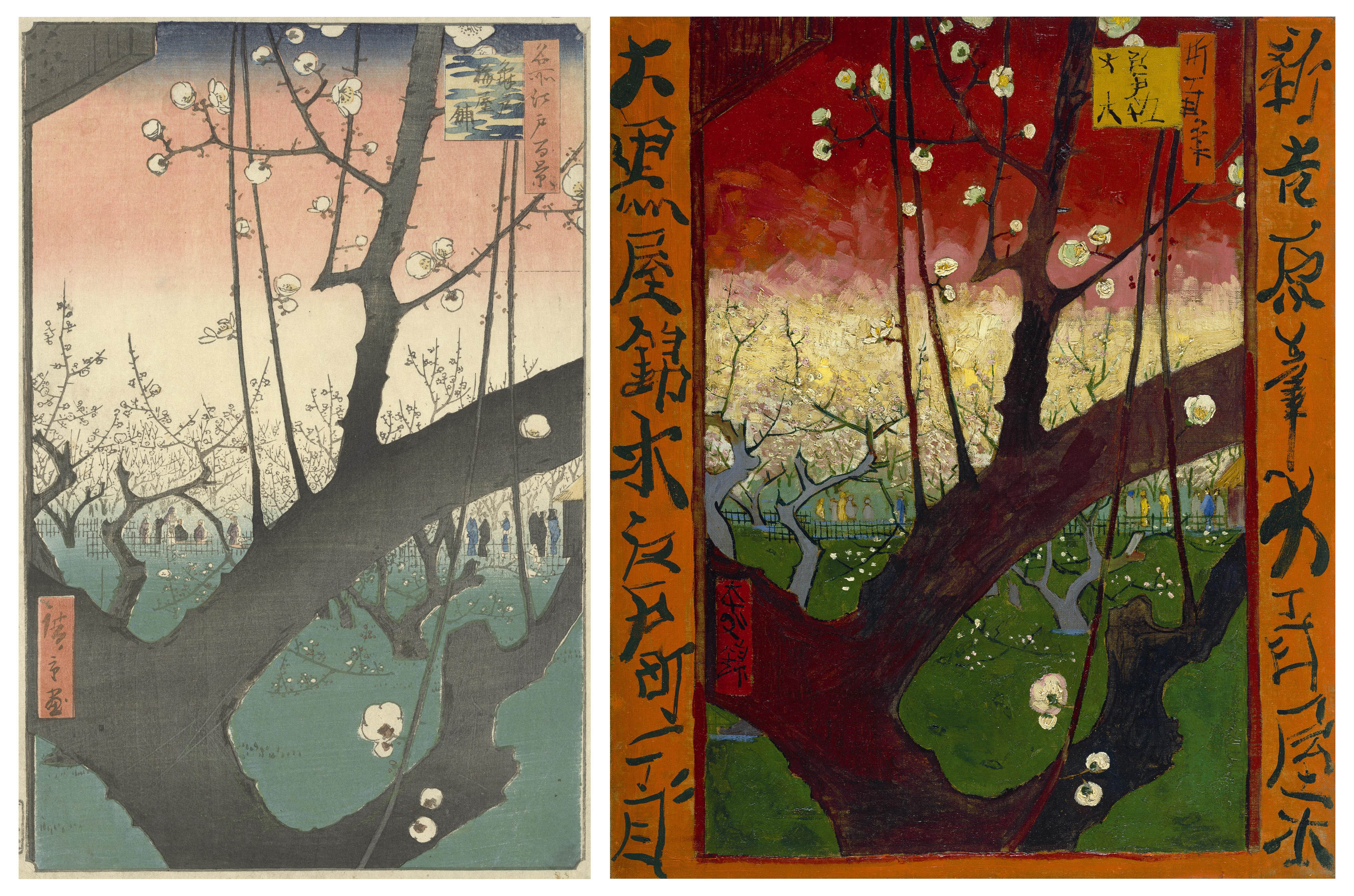
Links: Hiroshige, „Garten der Pflaumenbäume in Kameido“
rechts: Van Gogh, „Blühender Pflaumenbaum“

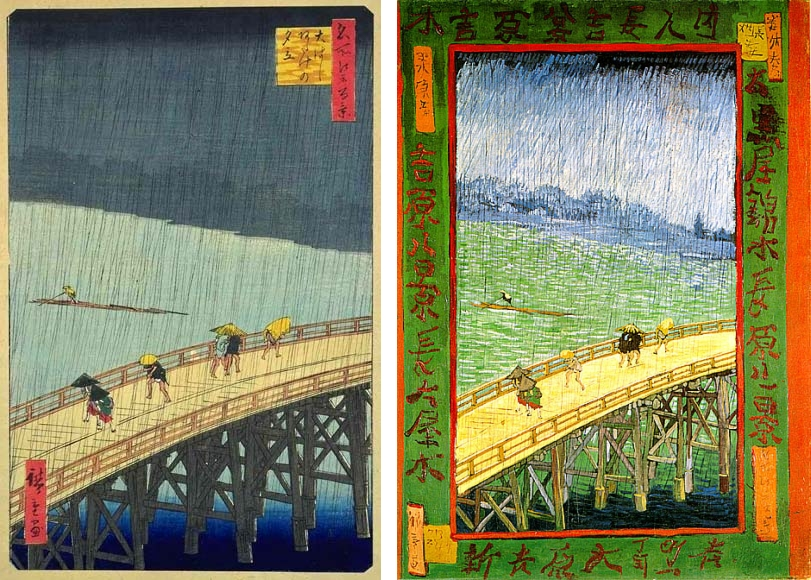
Links: Hiroshige, „Regenschauer über der großen Brücke in Atake“
rechts: Van Gogh, „Brücke im Regen“

Der Einfluss japanischer Holzschnitte und speziell Hiroshiges Einfluss auf die Malerei des Impressionismus wird besonders an zwei Bildern Vincent van Goghs deutlich, die 1887 in Paris entstanden sind. Die Vorbilder dafür waren zwei Drucke aus der Serie „Hundert berühmte Ansichten von Edo“, „Garten der Pflaumenbäume in Kameido“ und „Regenschauer über der großen Brücke in Atake“ (die Drucke sind Bestandteil von van Goghs erhaltener, knapp 500 Drucke umfassender Sammlung japanischer Holzschnitte, die insgesamt ca. 75 Hiroshige-Drucke beinhaltet). Beide Gemälde van Goghs waren noch vom Pariser Japonismus beeinflusst, sein eigener Stil war noch unentwickelt und die Linienführung schwach. Die kräftigen, flächigen Farbkontraste lassen aber bereits seine weitere Entwicklung erahnen. Wenig später setzte er die wesentlichen Elemente des japanischen Farbholzschnitts (klare Linienführung, stilisierte Formen und farbig gefüllte Flächen) konsequent in die Technik der westlichen Ölmalerei um. Weitere kongeniale Künstler wie Paul Gauguin und Henri Toulouse-Lautrec griffen diese neue Malweise auf.